# Déjà Vu (альбом Crosby, Stills, Nash & Young)
Déjà Vu — второй студийный альбом группы Crosby, Stills, Nash & Young, первый их альбом в составе квартета с Нилом Янгом. Выпущен в марте 1970 года на лейбле Atlantic Records. Déjà Vu возглавлял чарт поп-альбомов в течение недели, три сингла с него («Woodstock», «Teach Your Children» и «Our House») попали в топ-40, при этом только предпродажи альбома принесли 2 миллиона долларов. К 2021 году пластинка семь раз получила платиновую сертификацию RIAA, а число её проданных копий превысило 8 миллионов, что является наилучшим результатом как для группы, так и для всех её участников по отдельности.

## Запись
Альбом был записан в период между июлем 1969 и январём 1970 года в студиях Wally Heider Studio C (в Сан-Франциско) и Wally Heider’s Studio III (в Лос-Анджелесе). Продюсированием занимались все четыре участника группы. По оценке Стивена Стиллза, работа над альбомом заняла больше 800 часов студийного времени. Быть может, это преувеличение, и все же отдельные песни демонстрируют перфекционизм музыкантов, их скрупулёзное внимание к деталям. В 1971 году Стиллз заявил журналу Hit Parader, что «запись второго альбома шла тяжело, словно удаление зуба», «песня за песней выходили неудачными». «Песня 'Déjà Vu', должно быть, потребовала 100 дублей в студии. А вот 'Carry On' в целом заняла 8 часов, от задумки до законченной композиции. Так что никогда нельзя знать наверняка».
Незадолго до начала работы над альбомом в автокатастрофе погибла девушка Дэвида Кросби, Кристина Хинтон. О последовавших сессиях он вспоминал: «Этот период был самым тяжёлым в моей жизни. Я мог прийти в студию и разрыдаться». Грэм Нэш в интервью журналу Music Radar отметил, что во время записи первого альбома участники группы состояли в отношениях и настроение было иным; к началу же записи Déjà Vu он «расстался с Джони [Митчелл], Стивен и Джуди [Коллинз] расстались, погибла Кристина. Всё было во мраке». Отношения между участниками не ладились, они критиковали работу друг друга, что вызывало разногласия. В интервью для Rolling Stone Кросби даже сказал, что он «настоял на включении 'Almost Cut My Hair' в альбом, несмотря на возражения Стивена, который был против, поскольку считал вокал в песне плохим».
Записать кавер-версию «Woodstock» группе предложил Стивен Стиллз. Он уже успел поработать над аранжировкой, когда играл эту песню вместе с Джими Хендриксом в сентябре 1969; их исполнение вошло в альбом Хендрикса 2018 года Both Sides of the Sky. «Woodstock» — одна из тех немногих песен в альбоме, партии для которых были записаны всеми участниками на одной сессии. Основным вокалистом выступил Стиллз, причём изначальное его исполнение было позднее частично перезаписано. Он рассказывал: «Я заменил полтора куплета, в которых ужасно сфальшивил». Нил Янг не согласился с ним и сказал, что «песня была прекрасной. Однако потом, во время долгой студийной сессии, они [то есть Кросби, сам Стиллз и Нэш] стали придираться, в результате чего Стивен стёр запись и спел снова, но даже близко не так хорошо». Стиллз также убедил Нэша исполнить «Teach Your Children» не в стиле песен Генриха VIII, а в более хитовом звучании кантри свинга.
Все композиции, кроме «Helpless», не записывались одним дублем, каждый участник вносил то, что считал нужным, после чего члены команды принимали решение об окончательной версии. Нил Янг присутствует только в половине песен. По его словам, группа собиралась в полном составе только для записи «Helpless», «Almost Cut My Hair» и «Woodstock». «Это и были Crosby, Stills, Nash & Young. Всё остальное — результат сведения разновременных записей какого-то одного человека с аккомпанирующим составом».
В большинстве песен играли ударник Даллас Тэйлор и басист Грег Ривз, их имена выведены на обложке альбома под названием группы немного меньшим шрифтом. Джерри Гарсия, гитарист Grateful Dead, играл на педальной слайд-гитаре в песне «Teach Your Children», а бывший лидер группы The Lovin’ Spoonful Джон Себастьян исполнил партию на губной гармонике в заглавной композиции.

## Критика
Критики встретили альбом без особого восторга, например, Роберт Кристгау написал, что в альбоме было «5 или 7 запоминающихся мелодий», а «благодаря гитаре Янга, которой помогают Стиллз и приглашённые музыканты Тейлор и Ривз, работает музыка, но не эти чудесные гармонии». В журнале The Village Voice он назвал альбом «насыщенным. Даже слишком» (англ. Tight. Uptight, even).
Лэнгдон Виннер написал в Rolling Stone, что, несмотря на появление Янга, звук группы «по-прежнему слишком приторный, слишком успокаивающий и неправдоподобный». Он высоко оценил «Carry On», «Teach Your Children» и «Helpless» на первой стороне пластинки. По его мнению, на второй стороне присутствовали «искусная игра, блестящие гармонии, расслабляющий, но энергичный ритм и безупречные двенадцатиструнные гитары», однако не было отличных песен.

## Признание
Популярность пластинки обеспечила хорошие продажи четырём сольным альбомам, которые выпустили Кросби, Нэш, Стиллз и Янг на волне успеха Déjà Vu в том же 1970 году; они назывались If I Could Only Remember My Name, Songs for Beginners, Stephen Stills и After the Gold Rush соответственно. В 2003 году журнал Rolling Stone поместил альбом на 148-е место в своём списке 500 величайших альбомов всех времён, в новом списке 2012 — на 147-е место. По версии сайта Rate Your Music, среди 100 лучших альбомов 1970 года Déjà Vu занимает 16-ю позицию, среди лучших альбомов за все время — 589. В третьей редакции 1000 лучших альбомов всех времён Колина Ларкина Déjà Vu занял 106-е место.

## Список композиций
| №  | Название              | Автор(ы)      | Основной вокал | Длительность |
| -- | --------------------- | ------------- | -------------- | ------------ |
| 1. | «Carry On»            | Стивен Стиллз | Стивен Стиллз  | 4:26         |
| 2. | «Teach Your Children» | Грэм Нэш      | Грэм Нэш       | 2:53         |
| 3. | «Almost Cut My Hair»  | Дэвид Кросби  | Дэвид Кросби   | 4:31         |
| 4. | «Helpless»            | Нил Янг       | Нил Янг        | 3:33         |
| 5. | «Woodstock»           | Джони Митчелл | Стивен Стиллз  | 3:54         |

| №  | Название                                                                                | Автор(ы)               | Основной вокал                                 | Длительность |
| -- | --------------------------------------------------------------------------------------- | ---------------------- | ---------------------------------------------- | ------------ |
| 1. | «Déjà Vu»                                                                               | Дэвид Кросби           | Дэвид Кросби                                   | 4:12         |
| 2. | «Our House»                                                                             | Грэм Нэш               | Грэм Нэш                                       | 2:59         |
| 3. | «4 + 20»                                                                                | Стивен Стиллз          | Стивен Стиллз                                  | 2:09         |
| 4. | «Country Girl (Whiskey Boot Hill, Down Down Down, Country Girl (I Think You’re Pretty)» | Нил Янг                | Нил Янг, Дэвид Кросби, Стивен Стиллз, Грэм Нэш | 5:11         |
| 5. | «Everybody I Love You»                                                                  | Стивен Стиллз, Нил Янг | Стивен Стиллз, Дэвид Кросби, Грэм Нэш          | 2:29         |

## Участники записи
Данные согласно сайту Rate Your Music.
- Дэвид Кросби — вокал во всех песнях, кроме «4+20»; ритм-гитара в песнях «Almost Cut My Hair», «Woodstock», «Déjà Vu» и «Country Girl»
- Стивен Стиллз — вокал во всех песнях, кроме «Almost Cut My Hair»; гитара во всех песнях, кроме «Our House»; бас в песнях «Carry On», «Teach Your Children» и «Déjà Vu»; клавишные в песнях «Déjà Vu» и «Everybody I Love You»; орган в песнях «Carry On» и «Woodstock»; пианино в песне «Helpless»; перкуссия в песне «Carry On»
- Грэм Нэш — вокал во всех песнях, кроме «Almost Cut My Hair» и «4+20»; пианино в песнях «Woodstock» и «Our House»; орган в песне «Almost Cut My Hair»; ритм-гитара в песне «Teach Your Children»; перкуссия в песнях «Carry On» и «Country Girl»; бубен в песне «Teach Your Children»
- Нил Янг — вокал в песнях «Helpless» и «Country Girl»; гитара в песнях «Almost Cut My Hair», «Helpless», «Woodstock», «Country Girl» и «Everybody I Love You»; клавишные, губная гармоника в песне «Country Girl»

Приглашённые музыканты
- Даллас Тэйлор — барабаны во всех песнях, кроме «Teach Your Children» и «4+20»; бубен в песне «Teach Your Children»
- Грег Ривз — бас в песнях «Almost Cut My Hair», «Helpless», «Woodstock», «Our House», «Country Girl» и «Everybody I Love You»
- Джерри Гарсия — педальная слайд-гитара в песне «Teach Your Children»
- Джон Себастьян — губная гармоника в песне «Déjà Vu»

## Позиции в хит-парадах
| Год       | Хит-парад                           | Высшая позиция | Пребывание в чарте |
| --------- | ----------------------------------- | -------------- | ------------------ |
| 1970—1971 | Австралия (Go-Set)                  | 1              | нет данных         |
| 1970—1971 | Великобритания (UK Albums Chart)    | 5              | 60 недель          |
| 1970—1971 | Испания (PROMUSICAE)                | 8              | нет данных         |
| 1970—1971 | Италия (Musica e dischi)            | 17             | 3 недели           |
| 1970—1971 | Канада (RPM Albums Chart)           | 1              | 56 недель          |
| 1970—1971 | Нидерланды (Hilversum 3 LP Top 10)  | 1              | 48 недель          |
| 1970—1971 | Норвегия (VG-lista)                 | 11             | 6 недель           |
| 1970—1971 | США (Billboard Top LP’s)            | 1              | 88 недель          |
| 1970—1971 | Финляндия (Suomen virallinen lista) | 17             | 13 недель          |
| 1970—1971 | Франция (SNEP)                      | 3              | 53 недели          |
| 1970—1971 | ФРГ (Offizielle Top 100)            | 39             | 1 неделя           |
| 1970—1971 | Япония (Oricon)                     | 36             | нет данных         |

| Год  | Хит-парад                              | Высшая позиция | Пребывание |
| ---- | -------------------------------------- | -------------- | ---------- |
| 2002 | Нидерланды (Album Top 100)             | 34             | 22 недели  |
|      |                                        |                |            |
| 2008 | Япония (Oricon)                        | 290            | 1 неделя   |
|      |                                        |                |            |
| 2018 | Шотландия (Scottish Albums Chart)      | 88             | 1 неделя   |
|      |                                        |                |            |
| 2021 | Бельгия/Валлония (Ultratop)            | 31             | 5 недель   |
| 2021 | Бельгия/Фландрия (Ultratop)            | 12             | 4 недели   |
| 2021 | Великобритания (Albums Chart Update)   | 20             | 1 неделя   |
| 2021 | Великобритания (Album Downloads Chart) | 68             | 1 неделя   |
| 2021 | Великобритания (Albums Sales Chart)    | 15             | 2 недели   |
| 2021 | Великобритания (Physical Albums Chart) | 15             | 2 недели   |
| 2021 | Великобритания (Record Store Chart)    | 25             | 1 неделя   |
| 2021 | Великобритания (UK Albums Chart)       | 77             | 1 неделя   |
| 2021 | Великобритания (Vinyl Albums Chart)    | 4              | 1 неделя   |
| 2021 | Венгрия (MAHASZ)                       | 35             | нет данных |
| 2021 | Германия (Offizielle Top 100)          | 12             | 1 неделя   |
| 2021 | Испания (PROMUSICAE)                   | 68             | 1 неделя   |
| 2021 | Италия (Classifica album)              | 54             | 1 неделя   |
| 2021 | Нидерланды (Album Top 100)             | 8              | 1 неделя   |
| 2021 | Португалия (AFP)                       | 38             | 2 недели   |
| 2021 | США (Billboard Americana/Folk Albums)  | 4              | нет данных |
| 2021 | США (Billboard 200)                    | 150            | нет данных |
| 2021 | США (Billboard Top Rock Albums)        | 28             | нет данных |
| 2021 | Швейцария (Schweizer Hitparade)        | 32             | 1 неделя   |
| 2021 | Шотландия (Scottish Albums Chart)      | 12             | 1 неделя   |
| 2021 | Япония (Oricon)                        | 51             | 2 недели   |
|      |                                        |                |            |
| 2022 | Португалия (AFP)                       | 25             | 3 недели   |
|      |                                        |                |            |
| 2023 | Бельгия/Фландрия (Ultratop)            | 121            | 3 недели   |
| 2023 | Великобритания (Album Downloads Chart) | 25             | 1 неделя   |
| 2023 | Великобритания (Albums Sales Chart)    | 46             | 3 недели   |
| 2023 | Великобритания (Physical Albums Chart) | 44             | 3 недели   |
| 2023 | Великобритания (Record Store Chart)    | 33             | 1 неделя   |
| 2023 | Великобритания (Vinyl Albums Chart)    | 19             | 1 неделя   |
| 2023 | Германия (Offizielle Top 100)          | 38             | 1 неделя   |
| 2023 | Нидерланды (Album Top 100)             | 68             | 2 недели   |
| 2023 | Португалия (AFP)                       | 12             | 2 недели   |
| 2023 | Шотландия (Scottish Albums Chart)      | 45             | 2 недели   |

| Хит-парад (1970)                   | Позиция |
| ---------------------------------- | ------- |
| Италия (FIMI)                      | 64      |
| США (Billboard Top LP’s)           | 11      |
| США (Cashbox Best Albums of 1970)  | 2       |
| США (Record World Year End)        | 7       |
| Франция (InfoDisc)                 | 12      |
| Хит-парад (1971)                   | Позиция |
| Нидерланды (Buma/Stemra)           | 36      |
| США (Billboard Top Popular Albums) | 50      |

## Сертификации
| Регион | Сертификация  | Продажи    |
| --- | ------------- | ---------- |
| Великобритания (BPI) | Золотой       | 100 000*   |
| Италия (FIMI) | Золотой       | 25 000     |
| Германия (BVMI) | Золотой       | 250 000^   |
| США (RIAA) | 7× Платиновый | 7 000 000^ |
| Франция (SNEP) | Платиновый    | 300 000*   |
| Швейцария (IFPI Switzerland) | Золотой       | 25 000^    |
| * Данные о продажах приведены только на основе сертификации. · ^ Данные о тиражах приведены только на основе сертификации. · Данные о продажах + прослушиваниях приведены только на основе сертификации. |               |            |